# Vicky Kaya
Pour les articles homonymes, voir Kaya.
Vasiliki « Vicky » Kaya, en grec moderne : Βασιλική "Βίκυ" Καγιά, est un mannequin, une actrice, présentatrice  de télévision et entrepreneuse grecque.

## Carrière

### Mannequin
Vicky Kaya est mannequin depuis l'âge de 14 ans. Repérée dans la rue, elle se lance dans la carrière de la mode, apparaissant dans de nombreux catalogues, campagnes, magazines et publicités télévisées dans le monde entier. À 18 ans, elle s'installe à Paris, où sa carrière prend son envol. Elle travaille également à Milan, en Allemagne et à Londres. Ses apparitions sont diverses, allant des podiums aux rôles à la télévision. Pendant de nombreuses années, elle a est basée à New York. Elle a défilé pour des créateurs tels que Chanel, Valentino, Christian Dior, Vivienne Westwood et Jean Paul Gaultier,,,.
Au fil des ans, elle travaille avec un grand nombre de créateurs. Elle défile pour les plus grands designers, est photographiée pour des centaines de couvertures de magazines et est interviewée par les plus grands magazines (Vogue, Elle, Cosmopolitan, Marie Claire, Wallpaper, InStyle, Dutch, Nylon, Tatler, Harpers and Queen, Red, Madame Figaro, L'Officiel, Esquire, etc.) Vicky représente un certain nombre de sociétés dans de grandes campagnes télévisées aux États-Unis, en Europe et en Grèce. Aux États-Unis et en Europe, elle réalise de grandes campagnes pour Johnson and Johnson (États-Unis, campagne nationale), L'Oréal Paris (France et Europe de l'Est), Dove (Europe), Virginia Slims (États-Unis, campagne nationale), Garnier Paris, Nivea Body - Nivea Make-up - Nivea Hair (Europe), Schwarzkopf et C&A (Europe),.

### Télévision
Depuis 2006, Vicky Kaya anime un certain nombre d'émissions de télévision. De 2009 à 2011, puis à nouveau à partir de 2018, elle présente Greece's Next Top Model (en) et en 2018, l'émission est revenue avec Kaya comme présentatrice principale,. Elle présente également une émission de télé-réalité de mode grecque appelée Shopping Star.

### Autres activités
En 2011, elle fonde The Fashion Workshop, qui est l'émanation officielle du colosse éducatif Mod'Art International, où les professionnels les plus éminents et qualifiés, issus de tous les domaines concernés, offrent leur expérience et leur savoir-faire en matière de mode aux jeunes générations, à travers un programme d'études unique. Fashion Workshop est basé dans le centre d'Athènes et est également certifié par le ministre de l'éducation de Grèce.
En 2020, elle fonde Great for Women, une marque qui se concentre sur le bien-être des femmes. Le premier produit de Great for Women est une multivitamine pour les femmes.

## Filmographie

### Télévision
Elle même
| Année        | Titre                               | Notes                        |
| ------------ | ----------------------------------- | ---------------------------- |
| 1998         | Playmate of the Year                | Juge                         |
| 2006-2008    | So You Think You Can Dance (en)     | Présentatrice (saisons 1, 2) |
| 2008-2009    | Eisai Mesa ?                        | Présentatrice                |
| 2009         | Proinós kafés (el)                  | Présentatrice                |
| 2009-2010    | Miss Grèce                          | Présentatrice                |
| 2009-2011    | Greece's Next Top Model (en)        | Présentatrice et juge        |
| 2011         | Top Model USA (saison 17)           | Épisode "Nikos Papadopoulos" |
| 2011-2013    | MadWalk - The Fashion Music Project | Présentatrice                |
| 2015-2016    | Joy is inside you                   | Présentatrice                |
| 2016         | Flashback                           | Présentatrice (3 épisodes)   |
| 2016–present | Shopping Star                       | Présentatrice                |
| 2018–2020    | Greece's Next Top Model (en)        | Présentatrice et juge        |
| 2021         | MadWalk - The Fashion Music Project | Présentatrice                |
| 2021–present | Danse avec les stars (en)           | Présentatrice                |

Actrice
| Année | Titre    | Rôle       | Notes     |
| ----- | -------- | ---------- | --------- |
| 2007  | Gorgones | dream girl | 1 épisode |

### Cinéma
| Année | Titre                                             | Rôle                              |
| ----- | ------------------------------------------------- | --------------------------------- |
| 2005  | Loafing and Camouflage: Sirens in the Aegean (en) | Marialena Georgiadou              |
| 2006  | Cars                                              | Sally Carrera (en) (voix grecque) |
| 2011  | Cars 2                                            | Sally Carrera (en) (voix grecque) |
| 2011  | Loafing and Camouflage: Sirens at Land (en)       | Marialena Georgiadou              |
| 2017  | Cars 3                                            | Sally Carrera (en) (voix grecque) |

## Théâtre
| Production    | Année     | Théâtre                  | Rôle                                                        |
| ------------- | --------- | ------------------------ | ----------------------------------------------------------- |
| The Producers | 2007-2009 | Théâtre Aliki            | Ulla Inga Hansen Benson Yansen Tallen Hallen Svaden Swanson |
| Annie         | 2014      | Théâtre Ellinikos Kosmos | Lily                                                        |